# جيمس أو. باترسون
جيمس أو. باترسون هو محامي وقاضي وسياسي أمريكي، ولد في 25 يونيو 1857 في بارنويل في الولايات المتحدة، وتوفي بنفس المكان في 25 أكتوبر 1911. نشط حزبياً في الحزب الديمقراطي. وقد انتخب عضو مجلس النواب الأمريكي ‏.